# Walther Parey
Walther Parey (* 14. August 1900 in Neuhaldensleben; † 24. April 1945 in Berlin) war ein deutscher Ingenieur. Er leitete mehrere Zeitungen und Zeitschriften des Vereins Deutscher Ingenieure (VDI) und war von 1941 bis 1945 Geschäftsführer des VDI-Verlags.

## Leben
Walther Parey studierte Maschinenbau in Hannover und München. Nach seinem Studienabschluss sammelte er Berufserfahrung unter anderem im Aufzugbau der Siemens-Schuckertwerke. 1926 wurde er Mitarbeiter von Conrad Matschoß beim VDI. Zu Beginn der 1930er-Jahre übernahm er die Leitung der Zeitschrift Forschung auf dem Gebiet des Ingenieurwesens, 1935 dann die der Zeitschrift des Vereines Deutscher Ingenieure. Im darauffolgenden Jahr wurde Parey Geschäftsführer für das beim VDI erscheinende Schrifttum, 1941 übernahm er die Geschäftsführung des VDI-Verlags.
Parey wurde nach einem Luftangriff in seiner Wohnung in Zehlendorf verschüttet und starb, bevor er befreit werden konnte.